# Siemens CX75

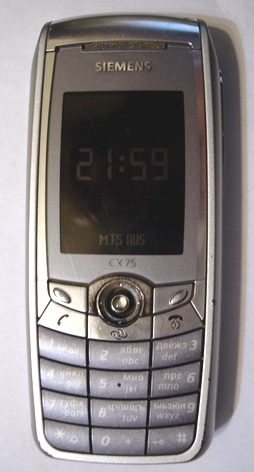
CX75

Das BenQ-Siemens CX75 ist ein GSM-Mobiltelefon mit integrierter Digitalkamera, die Fotos mit bis zu 1280×1024 Pixel schießen kann und als weiteres Merkmal 3gp-Videos mit bis zu 176 × 144 Pixel aufnehmen kann. Die Länge der aufgenommenen Videos beträgt maximal 1:31 Minuten, da vermutlich der Arbeitsspeicher voll wird, auch wenn noch Speicher frei ist.
Die Verknüpfungen für die zwei Soft-Key-Tasten, die Joystickseiten und die Nummertasten können individuell festgelegt werden.
Das CX75 unterstützt RS-MMC-Speicherkarten mit bis zu 1024 MB. Der Slot ist über dem Anschluss für das Netzteil/Datenkabel angebracht und ist mit einem Klappverschluss geschützt. Zum Datenaustausch verfügt das CX75 neben Anschlussmöglichkeiten für serielle bzw. USB-Kabel über Infrarot- sowie Bluetooth-Schnittstellen, auch ein Versand per MMS oder E-Mail ist möglich.
Außerdem hat das Handy von Haus aus einen MP3-Player. Er spielt MP3, AAC, MIDI und WAV-Dateien ab. Er zeichnet sich durch gute Wiedergabe der Höhen, sanfte Mitteltöne und einen tiefen Bass aus, da die mitgelieferten Ohrhörer relativ gute Qualität haben. Es können Musik-Playlists individuell zusammengestellt werden. Außerdem unterstützt der Player verschiedene Skins, die auch kostenlos heruntergeladen werden können.
Ferner zeichnet sich das Mobiltelefon durch einen Photo Key und einen Music Key aus welcher es ermöglicht, schnell auf die Musikfunktionen zuzugreifen.

## Technische Daten
| Kenngröße            | Daten |
| -------------------- | --- |
| Funknetz             | GSM Triband 900/1800/1900 mmMHz |
| SAR-Wert (Strahlung) | 600 mmW/kg |
| Maße                 | 112×48×19 mm |
| Volumen              | 90 cm³ |
| Gewicht              | 98 g |
| Speicher             | 8.300 MB = 8 GB |
| Display              | TFT, 132×176 Pixel, 262.144 Farben (18bit) |
| Betriebssystem       | Siemens-spezifisch/75er-Serie OS |
| Schnittstellen       | Bluetooth, IrDA, USB, RS-MMC-Slot (Speicherkarten bis 1 GB)                                                                                           |
| Akku                 | Lithium-Ionen mit 750–820 mAh, Laufzeit ca. 250 h |
| Kamera               | 1,3 Megapixel Bilder bis zu 1280×1024 Pixel, auf 80–250 kB (Ø 200 kB) komprimiert. Videos (MPEG-4, 3gp, H.263) bis zu 176×144 Pixel (QCIF) bei 15 fps |
| Besonderheiten       | MP3-Player, AMR-Audio-Recorder, Sync-Software |

## Siemens M75
Das Siemens M75 ist die als Outdoor-Version dieser Modellreihe. Es besitzt den gleichen Funktionsumfang wie das CX75, hat jedoch ein robustes Gehäuse und ist spritzwassergeschützt. 